# Акхісар
Акхісар (Ак-Гіссар, Ak-Hissar) — місто і район на заході Туреччини в провінції Маніса Егейського регіону.
Археологічні розкопки показують, що поселення на місці сучасного міста було ще в 3000 році до н. е. Акхісар також згадується в Біблії (як Фіатира (грец. Θυάτειρα) — одна з Церков Апокаліпсису).
Наразі Акхісар — важливе торгове місто. Спеціалізується на видобутку марганцевої руди. Великий вузол автодоріг. Торгівля тютюном (тютюнове виробництво становить 10 % від усього тютюнового виробництва країни), бавовною, маслинами.

## Історія
Місто було важливим центром на півночі давньої Лідії, головним ремеслом його було фарбувальна справа. Дослідження свідчать про те, що цей регіон був під владою Хеттів, потім (приблизно в 345 році до н. е.) його завоював Александр Македонський. Пізніше ним керували Селевкіди, Атталідська династія Пергами і цар Понтійський Мітрідат, до настання Римської імперії у 80 році до н. е.
Після падіння Римської імперії у 395 році, свої претензії на Акхісар висловила Візантія.
У 11 столітті н. е. почався приплив племен турків-османів і Акхісар протягом двох століть переходив зі складу Візантії до складу Туреччини і назад. У 13 столітті Акхісар стає частиною Османської імперії, а в 1922 році потрапляє під владу центру регіону Айдин Турецької республіки.

## Особливості
У давнину Акхісар був важливим центром торгівлі. Він розташовувався на торгових шляхах від Стамбула до Пергама, Сарди і Ефеса. Місто славилося своєю тканиною і глиняним посудом, було економічним центром протягом багатьох століть. Оскільки воно знаходиться на державному шосе 565 між Стамбулом і Ізміром, двома найважливішими портами Туреччини, то привертає турецьких та іноземних інвесторів.

## Історичні місця Акхісара
- Могила Державного Шпиталю

Штучна могила в міському центрі. Однак археологічні розкопки показують, що тут було поселення приблизно в 3000 році до н. е. Мабуть, на цьому пагорбі раніше стояв замок з білими вежами, який і дав назву місту (у перекладі з турецької «ak» — «білий», а «hisar» — «замок»). Пагорб, на якому стояв замок, став у нагоді Державному шпиталю під час Другої світової війни.
- Платея Петра

Найвища скеля на заході Туреччини. Завдяки своєму вигідному стратегічному положенню використовувалася для охорони міста. Потрапити на скелю можливо лише пройшовши вгору сходами із 3050 сходинок.
- Лідійські могили

Могили, що знаходяться поруч із Акхісаром. Так само знаходяться біля сіл Бейоба, Меджидіє, Сюлейманли і Еролу.
- Улудж (Велика мечеть)

Рік побудови невідомий, але церква давніша, ніж Візантійська держава. Можливо, що це одна із Семи Церков Апокаліпсису, перетворена на мечеть у XV столітті.
- Бібліотека Зенейзалде і мечеть Хашоджа

Побудована у 1798 році родиною Зенейзалде. Розташовується у кварталі Хашоджа, неподалік від однойменної мечеті. Згідно з переписом книг у 1805 році, фонд бібліотеки становив 923 рукописи. В іншій частині міста розташовується студентська бібліотека з тією ж назвою, побудована у XX столітті.
- Єврейське кладовище

Кладовище поруч із Решат Бей Джеметері, приблизно 673 м².
- Єврейська школа Кайалиоглу

Школа сільського господарства, побудована родиною Кайалиоглу на початку XX століття. Будівля і прилеглі до неї сади займають 8100 м².

## Клімат
| Клімат Акхісара         | Клімат Акхісара | Клімат Акхісара | Клімат Акхісара | Клімат Акхісара | Клімат Акхісара | Клімат Акхісара | Клімат Акхісара | Клімат Акхісара | Клімат Акхісара | Клімат Акхісара | Клімат Акхісара | Клімат Акхісара | Клімат Акхісара |
| Показник                | Січ.            | Лют.            | Бер.            | Квіт.           | Трав.           | Черв.           | Лип.            | Серп.           | Вер.            | Жовт.           | Лист.           | Груд.           | Рік             |
| Абсолютний максимум, °C | 20              | 22              | 30              | 32              | 37              | 41              | 43              | 42              | 38              | 36              | 27              | 22              | 43              |
| Середній максимум, °C   | 10              | 11              | 15              | 20              | 25              | 30              | 33              | 32              | 29              | 22              | 16              | 11              | 21              |
| Середня температура, °C | 6               | 7               | 10              | 14              | 19              | 23              | 26              | 26              | 22              | 17              | 11              | 7               | 16              |
| Середній мінімум, °C    | 1               | 2               | 4               | 8               | 12              | 16              | 19              | 19              | 16              | 11              | 6               | 3               | 10              |
| Абсолютний мінімум, °C  | −7              | −8              | −7              | 0               | 1               | 7               | 11              | 12              | 6               | −2              | −7              | −10             | −10             |
| ----------------------- | --------------- | --------------- | --------------- | --------------- | --------------- | --------------- | --------------- | --------------- | --------------- | --------------- | --------------- | --------------- | --------------- |
| Джерело: Weatherbase    |                 |                 |                 |                 |                 |                 |                 |                 |                 |                 |                 |                 |                 |

## Міста-побратими
Акхісар має дружні стосунки з наступними містами-побратимами: 

Антверпен,  Бельгія 

Брюссель,  Бельгія

Брюссельський столичний регіон,  Бельгія

Дуала,  Камерун

Кишинів,  Молдова

Ліма,  Перу

Лозанна,  Швейцарія

Мараді,  Нігер

Маскат,  Оман

Порту,  Португалія